# Pectinodrilus duplex
Pectinodrilus duplex är en ringmaskart som först beskrevs av Erséus 1987.  Pectinodrilus duplex ingår i släktet Pectinodrilus och familjen glattmaskar. Inga underarter finns listade i Catalogue of Life.